# (30418) Jakobsteiner
(30418) Jakobsteiner (2000 LG) – planetoida z pasa głównego asteroid okrążająca Słońce w ciągu 4,4 lat w średniej odległości 2,68 j.a. Odkryta 1 czerwca 2000 roku.